# Christine Darden
Dr. Christine Darden, född den 10 september 1942 i Monroe, North Carolina som Christine Mann, är en amerikansk matematiker, dataanalytiker och aeronautisk ingenjör som har ägnat en stor del av sin 40-åriga karriär åt att jobba med aerodynamik vid NASA för att forska om överljudshastighet och ljudbangar. Hon hade en M.S. inom matematik och var lärare vid Virginia State University innan hon började jobba vid Langley Research Center år 1967. Hon fick en fil. dr. inom ingenjörskonst vid George Washington University år 1983 och har publicerat ett antal artiklar inom sitt specialområde. Hon var den första afrikansk-amerikanska kvinnan vid NASA:s Langley Resarch Center som blev befordrad till Senior Executive Service, den högsta rangen inom federal tjänstgöring.
Darden är en av de forskare som nämns i boken Hidden Figures: The American Dream and the Untold Story of the Black Women Mathematicians Who Helped Win the Space Race (2016), en historia av Margot Lee Shetterly om några av de inflytelserika afrikansk-amerikanska kvinnliga matematikerna och ingenjörerna hos NASA under mitten på 1900-talet.